# Bourneotrochus stellulatus
Espèce
Statut CITES
Bourneotrochus stellulatus est une espèce de coraux appartenant à la famille des Caryophylliidae.